# Drik Barbosa
Adriana Barbosa de Souza (São Paulo, 21 de abril de 1992), mais conhecida como Drik Barbosa, é uma rapper, cantora e compositora brasileira.

## Biografia e carreira
Nascida em Santo Amaro, Zona Sul de São Paulo é a mais velha das 3 filhas de Dalvanise Barbosa e Edinildo Batista. Compõe desde os 14 anos de idade, conheceu o Rap através da "Batalha do Santa Cruz" em 2007 aos 15 anos onde apresentou suas primeiras rimas, uma das competições de rimas mais importantes do rap nacional e que trouxe ao mundo da música nomes como Projota, Emicida, Rashid, Marcello Gugu e Flow MC, e lá recebeu convites de outros MC's para participar de seus trabalhos. Em meados 2012 lançou suas primeiras músicas próprias, os single “Pra eternizar” e “Não é mais você”, que proporcionou uma pequena ênfase em seu trabalho, alcançando novos públicos.

### 2013-presente: Reconhecimento no Rap Nacional
Apontada como uma promissora revelação do rap nacional, Drik foi destacando ao longo de 2013 ao colaborar em inúmeras parceiras ao lado do já consagrado rapper Emicida, a primeira delas foi na canção “Aos Olhos de uma Criança”, trilha do filme indicado ao Oscar “O Menino e o Mundo” uma animação infantil feita por Alê Abreu. Ainda em 2013 ano em parceria com o produtor musical Casp (GROU) e com a participação do rapper Rafael Lira, Drik Barbosa lançou em o single “Deixa eu te levar”. Em 2015 colaborou novamente com o rapper Emicida, desta vez na canção “Mandume” do álbum "Sobre Crianças, Quadris, Pesadelos e Lições de Casa", sua participações em “Mandume” foi divisor de águas em sua carreira, chamando atenção em projeção nível nacional. Integrou projetos audiovisuais na internet, onde lançou dois sons inéditos, “Banho de Chuva” e “Rima Sim”. Ainda no mesmo período integrou o coletivo de rap feminino Rimas e Melodias ao lado de outras seis mulheres: Mayra Maldjian, Tatiana Bispo, Karol de Souza, Stefanie, Tássia Reis e Alt Niss, com as quais lançou em 2017 o CD independente “Rimas & Melodias”, gravado nos estúdios da Red Bull, em São Paulo, com  a participação da filósofa Djamila Ribeiro. O show de lançamento do disco foi apresentado no Circo Voador, no Rio de Janeiro. Em 2017 entrou para o elenco da gravadora Laboratório Fantasma.
Em 2018 sob o selo do rapper Emicida Laboratório Fantasma, lançou seu primeiro EP “Espelho” transitando entre o Rap e R&B. Majoritariamente produzido por Grou, contendo cinco músicas autorais e participações de Rincon Sapiência e a rapper Stefanie, o EP de estreia foi gravado no estúdio da Lab Fantasma em São Paulo. O primeiro single do EP, Melanina é única faixa do disco que tem produção musical assinada por Deryck Cabrera.
Em 2019, lançou seu primeiro disco-solo, intitulado “Drik Barbosa”, com apoio da Natura Musical. O álbum conta com participações especiais de Karol Conká, Gloria Groove, Luedji Luna, Rael e Emicida. Contendo hits como: Rosas, “Quem Tem Joga” ao lado das cantoras Karol Conka e Gloria Groove, “Liberdade” com a participação de Luedji Luna e da rapper inglesa R.A.E e “Tentação” com a banda baiana Attooxxá. O álbum abre um leque de variações rítmicas que vão do hip hop ao axé. O single Tentação venceu o prêmio de ''Música Alternativa'' pela WME AWARDS BY Music.
Ao longo de sua trajetória foram mais de 40 participações musicais com diversos grandes artistas conhecidos na música nacional, Drik se destacou como um dos grandes nomes do rap nacional e do movimento feminista no país. Em 2020 Drik estava se programando para realizar sua primeira turnê pela Europa porém com o avanço da pandemia de COVID-19 e a crescente propagação do vírus pelas regiões os shows acabaram sendo canceladas.
Sua canção "Quem tem Joga" com as participações de Karol Conká e Gloria Groove fez parte da trilha sonora do filme da DC O Esquadrão Suicida sendo uma das faixas que integra a trilha sonora da produção de James Gunn. James Gunn, diretor do longa-metragem, elogiou Drik Barbosa no Twitter: "Como ela é maravilhosa". Drik Barbosa, por sua vez, ressaltou a importância de ter Quem Tem Joga, que integra o seu disco homônimo, lançado em 2019, como parte da trilha de Esquadrão Suicida: "Eu estou muito emocionada com isso. É nosso rap e o nosso funk ganhando o mundo". A sincronização da música foi fruto de uma parceria entre a LAB Fantasma e a Warner Chappell Edições.

## Filmografia

### Cinema
| Ano  | Título                              | Papel     | Notas                   | Ref.   |
| ---- | ----------------------------------- | --------- | ----------------------- | ------ |
| 2020 | Emicida: Amarelo - É Tudo Pra Ontem | Ela mesma | Documentário na Netflix | [ 19 ] |

## Discografia

### Álbuns de estúdio
| Título       | Detalhes do álbum                                                                                       |
| ------------ | --- |
| Drik Barbosa | - Lançamento: 11 de outubro de 2019 - Formato(s): Download digital - Gravadora(s): Laboratório Fantasma |

### Extended plays(EPs)
| Álbum   | Detalhes do álbum                                                                                         |
| ------- | --- |
| Espelho | - Lançamento: 18 de março de 2018 - Formato(s): CD, download digital - Gravadora(s): Laboratório Fantasma |
| Nós     | - Lançamento: 23 de junho de 2022 - Formato(s): Download digital - Gravadora(s): Laboratório Fantasma     |

### Singles

#### Como artista principal
| Título                                              | Ano  | Melhores posições | Álbum                         |
| Título                                              | Ano  | BRA               | Álbum                         |
| --------------------------------------------------- | ---- | ----------------- | ----------------------------- |
| ”Pra eternizar”                                     | 2012 | —                 | Não adicionado a nenhum álbum |
| “Não é mais você”                                   | 2012 | —                 | Não adicionado a nenhum álbum |
| “Deixa eu te levar”                                 | 2015 | —                 | Não adicionado a nenhum álbum |
| “No Corre” (Com DerYcK Cabrera e Sants)             | 2016 | —                 | Não adicionado a nenhum álbum |
| ”1992”                                              | 2017 | —                 | Não adicionado a nenhum álbum |
| ”Melanina” (Com Rincon Sapiência)                   | 2018 | —                 | Espelho                       |
| ”Inconsequente”                                     | 2018 | —                 | Espelho                       |
| ”Trincheira #ElasSim”                               | 2018 | —                 | Não adicionado a nenhum álbum |
| ”Corda Bamba”                                       | 2019 | —                 | Não adicionado a nenhum álbum |
| ”Céu Azul” (Com Karol de Souza)                     | 2019 | —                 | Não adicionado a nenhum álbum |
| ”Quem Tem Joga” (Com Karol Conká e Gloria Groove)   | 2019 | —                 | Drik Barbosa                  |
| ”Rosas”                                             | 2019 | —                 | Drik Barbosa                  |
| “Liberdade” (Com Luedji Luna e R.A.E)               | 2019 | —                 | Drik Barbosa                  |
| ”Tentação” (Com ÀTTØØXXÁ)                           | 2020 | —                 | Drik Barbosa                  |
| ”Sementes” (Com Emicida)                            | 2020 | —                 | Não adicionado a nenhum álbum |
| ”Infalível”                                         | 2020 | —                 | Não adicionado a nenhum álbum |
| ”Sobre Nós” (Com Rashid)                            | 2020 | —                 | Nós                           |
| ”Seu Abraço” (Com Psirico)                          | 2021 | —                 | Nós                           |
| ”Um Mundo de Cada Vez” (Com Rashid e Wesley Camilo) | 2021 | —                 | Não adicionado a nenhum álbum |

#### Como artista convidada
| Título                         | Ano  | Artista(s)                                                                                         | Álbum                                                 |
| ------------------------------ | ---- | -------------------------------------------------------------------------------------------------- | ----------------------------------------------------- |
| “Aos Olhos de uma Criança”     | 2013 | Emicida                                                                                            | Tema do Filme “O Menino e o Mundo”                    |
| “Mandume”                      | 2015 | Emicida (Com Drik Barbosa, Amiri, Rico Dalasam, Muzzike e Raphao Alaafin))                         | "Sobre Crianças, Quadris, Pesadelos e Lições de Casa" |
| “Elza”                         | 2017 | Rimas e Melodias (Mayra Maldjian, Tatiana Bispo, Karol de Souza, Stefanie, Tássia Reis e Alt Niss) | Não adicionado a nenhum álbum                         |
| “Poetisas no Topo”             | 2017 | Mariana Mello, Nabrisa, Karol de Souza, Azzy, Souto, Bivol.                                        | Não adicionado a nenhum álbum                         |
| Poetas No Topo 3.1             | 2017 | Qualy, Rincon Sapiência, Clara, Liflow, Luccas Carlos, Xará e Don L                                | Não adicionado a nenhum álbum                         |
| ”Cypher - Língua dos campeões” | 2018 | Kamau, Rashid, Rincon Sapiência, Sir Scratch, Papillon, Holly Hood e Gson                          | Não adicionado a nenhum álbum                         |
| “Correria”                     | 2018 | BK                                                                                                 | ''Gigantes''                                          |
| “Mandume”                      | 2019 | Emicida (Com Drik Barbosa, Amiri, Rico Dalasam, Muzzike e Raphao Alaafin))                         | ”10 anos de Triunfo (Ao Vivo)”                        |
| “9nha                          | 2019 | Emicida                                                                                            | AmarElo                                               |
| “Mil Coisas”                   | 2019 | Emicida                                                                                            | Não adicionado a nenhum álbum                         |
| ”Um Mundo de Cada Vez”         | 2020 | Rashid (Com Drik Barbosa e Wesley Camilo)                                                          | Tão Real                                              |
| "Sobe junto"                   | 2022 | Emicida(Com Drik Barbosa e Matuê)                                                                  | Não adicionado a nenhum álbum                         |

## Prêmios e indicações
| Ano  | Prêmio                     | Categoria          | Indicação                   | Resultado |
| ---- | -------------------------- | ------------------ | --------------------------- | --------- |
| 2020 | MTV Millennial Awards 2020 | Beat BR            | Ela Mesma                   | Indicado  |
| 2020 | WME AWARDS BY Music        | Música Alternativa | “Tentação (feat. ÀTTØØXXÁ)” | Venceu    |